# Frontera entre Xile i l'Argentina
La frontera entre Xile i l'Argentina és la frontera terrestre internacional més llarga d'Amèrica del Sud i la tercera més llarga del món després de la entre el Canadà i els Estats Units i la de entre Kazakhstan i Rússia. Amb una longitud de 6.691 quilòmetres, la frontera separa a Xile de l'Argentina al llarg dels Andes i a l'illa Gran de Terra del Foc.

Litigi del camp de gel Patagó Sud.

## Traçat
L'extrem septentrional de la frontera és un trifini que es forma amb la frontera entre Argentina i Bolívia i la frontera entre Xile i Bolívia al desert d'Atacama. S'estén cap al sud fins a la desembocadura atlàntica de l'estret de Magallanes i finalitza a la Terra del Foc. Es divideix en dues a la seva costa al sud uns pocs quilòmetres a l'oest d'Ushuaia.

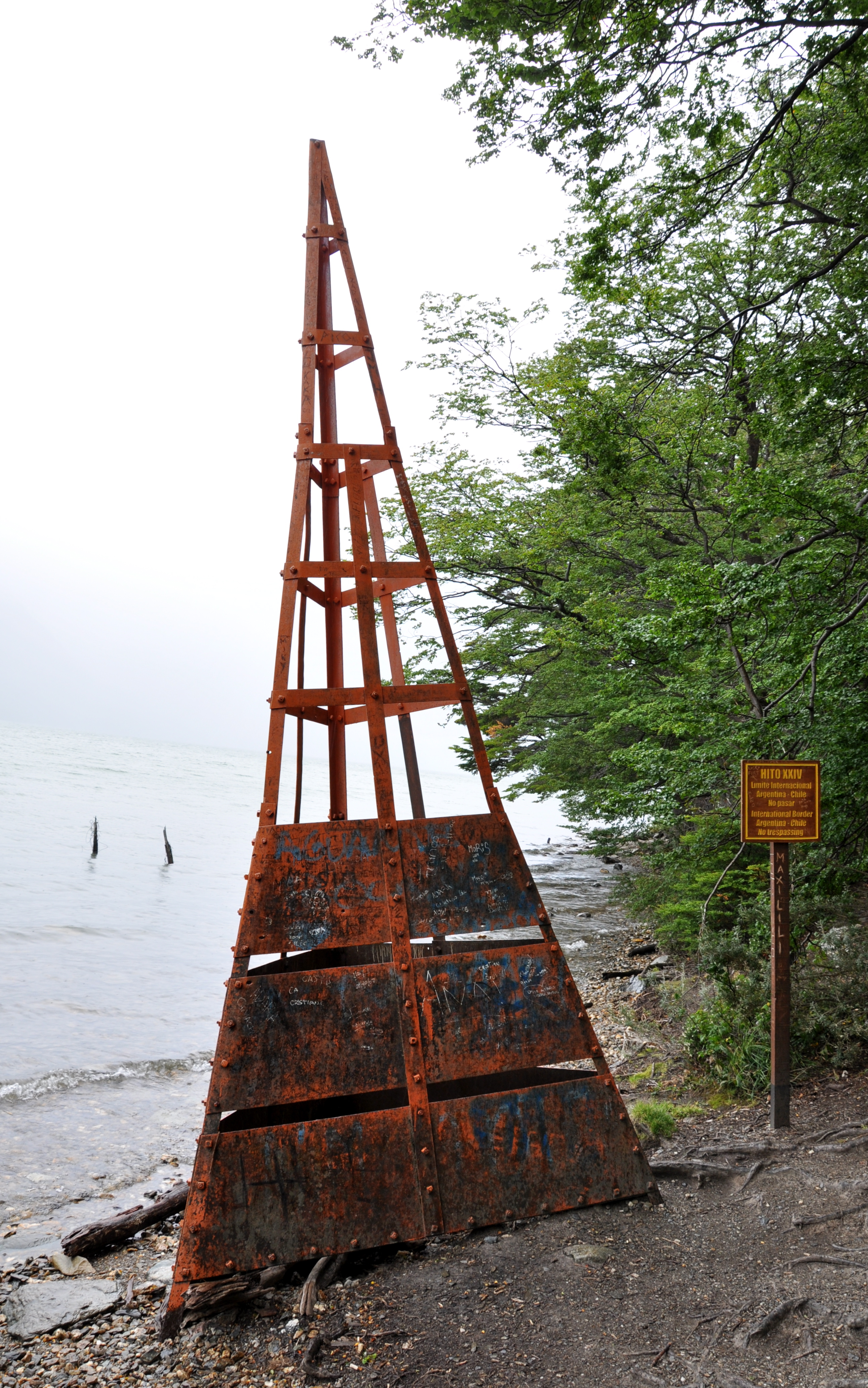
Fita fronterera XXIV

Hi ha una zona en què la frontera entre Argentina i Xile que encara no està demarcada, la qual està descrita en l'Acord de 1998 entre tots dos països.
Aquesta zona està situada entre la província argentina de Santa Cruz i la regió xilena de Magallanes.
En novembre de 1984 la frontera a la zona austral es va establir definitivament després de llargues negociacions i la mediació de Joan Pau II pel Tractat de Pau i d'Amistat entre Argentina i Xile de 1984, un tractat perpetu signat al Vaticà pels representants d'ambdós països.
El 16 de desembre de 1998, un acord entre Argentina i Xile va aclarir la frontera entre el Mont Fitz Roy i el Cerro Daudet, situat a la Regió de Magallanes i de l'Antàrtica Xilena, a la província d'Última Esperanza, al camp de gel patagó sud. No obstant això, aquest solament va redefinir la zona entre cerro Murallón i cerro Daudet (corresponent a la secció A de l'Acord) i va traçar una part del límit entre la muntanya Fitz Roy i el cordó muntanyenc que es troba a l'oest. Ambdós països no van poder posar-se d'acord sobre el límit entre el Fitz Roy i cerro Murallón, per tant es va arribar al següent acord sobre la zona en qüestió (secció B):
| « | A l'àrea determinada entre els paral·lels de Latitud Sud 49º10'00" i 49º47'30" i els meridians de Longitud Oest 73º38'00" i 72º59'00", segons sistema de coordenades geogràfiques Camp Inchauspe 1969, les Parts encomanen a la Comissió Mixta de Límits Xile-Argentina la realització de l'aixecament a fi de confeccionar conjuntament la carta a escala 1:50.000, conforme al que es disposa en el citat Protocol de 1941 i en els seus documents connexos. Aquest aixecament cartogràfic en l'esmentada escala constituirà un requisit imprescindible per dur a terme la demarcació en el terreny. | » |